# Діонісій Візантійський
Діонісій Візантійський (дав.-гр. ∆ιονύσιος Βυζάντιος) — грецький географ II століття н. е.
Він відомий своїм твором «Плавання по Боспору», що описує узбережжя Босфору та місто Візантія (пізніше Константинополь, а тепер Стамбул). Дослідник К. Фосс називав цей твір як «один із найвидатніших та деталізованих давніх географічних текстів». (у Талберта, с. 785)
Твір зберігся з великою лакуною, яка відома лише з латинського перекладу 16-го століття французького вченого Петруса Гілліса .